# Patryk Klimala
Patryk Klimala (* 5. August 1998 in Świdnica) ist ein polnischer Fußballspieler. Er steht bei Śląsk Wrocław in der Ekstraklasa unter Vertrag und war polnischer U21-Nationalspieler. Derzeit ist er an den Sydney FC ausgeliehen.

## Karriere

### Verein
Patryk Klimala begann seine Karriere in Żarów etwa zwölf Kilometer nördlich von Schweidnitz. Bis zum Jahr 2012 spielte er für den Verein, bis es zu Lechia Dzierżoniów weiterging. Von hier aus wechselte Klimala 2014 in das Jugendinternat von Legia Warschau. Legia verlieh den Angreifer von 2015 bis 2016 zurück nach Niederschlesien an seinen vorherigen Verein aus Dzierżoniów. Im Juli 2016 verpflichtete Jagiellonia Białystok Klimala. Dort spielte er in den ersten Monaten zunächst in der U19-Mannschaft. Am 25. September 2016 gab er sein Debüt als Profi für den Verein in der Ekstraklasa gegen Korona Kielce. Im weiteren Saisonverlauf kam er zu zwei weiteren Einsätzen als Einwechselspieler. In der Spielzeit 2017/18 wurde er an den polnischen Zweitligisten Wigry Suwałki verliehen. In 27 Partien gelangen ihm 13 Tore, womit er bester Torschütze in der Mannschaft von Suwałki wurde. Hinter Mateusz Machaj (Chrobry Głogów) und Szymon Lewicki (Zagłębie Sosnowiec) war er drittbester Torjäger innerhalb der Liga. Nach seiner Rückkehr absolvierte er für Białystok in der Saison 2018/19 insgesamt 22 Ligaspiele und erzielte ein Tor. Im gleichen Jahr erreichte er mit dem Verein das Finale im Polnischen Pokal. Bei der 0:1-Niederlage gegen Lechia Gdańsk spielte Klimala über die gesamten 90 Minuten. Im ersten Teil der Spielzeit 2019/20 gelangen ihm in 17 Spielen sieben Treffer.
Im Januar 2020 wechselte Klimala für eine Ablösesumme von 3,5 Millionen Pfund nach Schottland zu Celtic Glasgow. Nach nur 19 Spielen und drei Toren wechselte er bereits im April 2021 wieder den Verein, und unterschrieb bei den New York Red Bulls aus der Major League Soccer. Dort gelangen ihm in 57 Spielen 13 Tore. Im Januar 2023 wechselte er nach Israel zu Hapoel Be’er Scheva. Aufgrund der angespannten Lage in Israel durch den Krieg in Israel und Gaza 2023 ab Oktober kehrte Klimala nach Polen zurück und trainierte dort mit den Spielern von Śląsk Wrocław. Nachdem er seinen Vertrag mit Hapoel Be’er Scheva in gegenseitigem Einvernehmen aufgelöst hatte, unterschrieb Klimala Anfang November bei Śląsk Wrocław. Bereits 2016 hatte der Verein Klimala als Probespieler getestet, aber sich letztlich nicht mit ihm auf einen Vertrag einigen können.
Im September 2024 wurde Klimala an den Sydney FC verliehen.

### Nationalmannschaft
Patryk Klimala spielte ab dem Jahr 2016 in den Juniorennationalmannschaften von Polen. Er debütierte in der U19 im November 2016 gegen die Slowakei. In den Jahren 2018 und 2019 spielte er dreimal für die U20. Dabei gelang ihm bei einer 1:3-Niederlage im Länderspiel gegen England ein Tor. Am 26. März 2019 debütierte der Stürmer in der polnischen U21-Nationalmannschaft gegen Serbien.

## Erfolge
- Schottischer Meister: 2020
- Schottischer Pokalsieger: 2020